# Аксу (Жетысуская область)
Аксу́ (каз. Ақсу) — село в Аксуском районе Жетысуской области Казахстана. Административный центр Аксуского сельского округа. Находится примерно в 25 км к северу от села Жансугуров. Код КАТО — 193233100.
В селе родился Герой Советского Союза Есмурат Сихимов.

## Население
В 1999 году население села составляло 1502 человека (746 мужчин и 756 женщин). По данным переписи 2009 года в селе проживали 892 человека (490 мужчин и 402 женщины).